# Liste der Kulturdenkmale in Griefstedt
In der Liste der Kulturdenkmale in Griefstedt sind alle Kulturdenkmale der thüringischen Gemeinde Griefstedt (Landkreis Sömmerda) und ihrer Ortsteile aufgelistet (Stand: 2006).

## Griefstedt
Einzeldenkmale
| Bild                                    | Bezeichnung                        | Lage                    | Datierung | Beschreibung | ID |
| --------------------------------------- | ---------------------------------- | ----------------------- | --------- | ------------ | -- |
| weitere Bilder Fotos hochladen          | Kirche St. Michael mit Ausstattung | Schenkplatz (?) (Karte) |           |              |    |
| Direkt Bild zu diesem Denkmal hochladen | ehemaliges Gut                     | Schänkplatz 5           |           |              |    |
| Direkt Bild zu diesem Denkmal hochladen | Hofanlage                          | Vordergasse 23          |           |              |    |

## Quelle
- Landkreis Sömmerda. (Memento vom 1. Februar 2017 im Internet Archive; PDF; 160 kB) landkreis-soemmerda.de, Auszug aus dem Denkmalbuch des Landes Thüringen